# Josep Guardià
Josep Guardià (Reus, 1756 - 1828) va ser un comerciant i polític català.
Cosí i home de confiança de l'afrancesat Pau Torroja, que havia estat alcalde de Reus amb la dominació francesa, va ser el primer alcalde nomenat segons la Constitució de Cadis, elegit el 13 de desembre de 1812. El nou consistori va rebre moltes crítiques, i Josep Guardià va ser acusat també d'afrancesat. Quan Pau Torroja va ser alcalde, havia estat regidor, i altres regidors acabats d'elegir al nou consistori, havien ocupat càrrecs i llocs a l'ajuntament amb el govern francès. Col·laboraven amb Guardià com a regidors destacats durant el domini francès, Joan Rincón que seria alcalde al Trienni liberal, Josep Giol, que havia estat alcalde "provisional" amb Pau Torroja, i Bonaventura Sabater March, ciutadà honrat i militar que també seria alcalde el 1818 en època absolutista. Encara hi havia tropes franceses a la zona, que entraven i sortien de la ciutat en funció dels moviments de la guerra. El 19 de desembre de 1812 va entrar una divisió francesa de 6.000 homes. l'1 de gener de 1813 va entrar el Baró d'Eroles amb 3.000 homes. El 30 d'abril va arribar el general Manso amb la seva divisió, i el 12 de maig arribà una divisió francesa de 1.500 homes. El 21 van entrar a la ciutat tropes espanyoles, i el 30 va arribar el general Copons amb la seva divisió. Les entrades i sortides de les tropes enemigues van durar fins a la retirada de Suchet, que anà a Tarragona per l'agost de 1813, on va volar les muralles de la ciutat, i marxà després definitivament cap a França. Josep Guardià va haver de fer front a l'alimentació i acollida de totes aquestes tropes, cosa que li portà dificultats amb els hisendats locals, que eren els que més havien de contribuir a les despeses. Desapareguts els francesos, va arribar l'armada anglesa aliada dels espanyols, i una divisió de 8.000 homes s'instal·là a Reus, i es va allotjar al convent de sant Francesc. Però aviat l'alcalde va haver de fer-los fora, no només d'allà sinó de la ciutat, perquè, com diu l'historiador reusenc Andreu de Bofarull, van fer més mal aquells dies els anglesos "que no lo habia hecho el ejército francés", ja que van saquejar i destruir el convent i entraven a les cases dels veïns per robar i emportar-se menjar. Bofarull dona un resum de les actuacions franceses i diu que van entrar a Reus disset vegades, que haurien cobrat cinc milions de duros i talat 70.000 olivers de l'entorn de la ciutat, per a usar-los com a combustible. Josep Guardià va ser alcalde fins al 23 de desembre, quan va ser elegit el seu successor, Pere Anguera Magrinyà. Josep Guardià havia proclamat el 26 de setembre de 1812 la nova constitució aprovada a les Corts de Cadis, aprofitant que a la ciutat hi havia el Baró d'Eroles. Eroles va fer instal·lar una tribuna a la plaça del Mercadal i des d'allí es dirigí a la multitud, rodejat de les persones més respectables de Reus. Presidia l'acte un immens retrat de Ferran VII. El 1824 Josep Guardià va ser elegit regidor amb Josep de Miró i de Burgues d'alcalde en un ajuntament conservador, però va renunciar immediatament al·legant que no tenia gaire bona salut i que havia estat alcalde constitucional el 1813.